# Ennomos
Ennomos — род бабочек из семейства пядениц.

## Описание
Бабочки небольшие и среднего размера. Основной фон крыльев рыжевато-жёлтый, желтоватый, бело-желтоватый. По крыльям проходят поперечные линия бурого цвета.

## Виды
В состав рода входят:
- Ennomos alniarius (Linnaeus, 1758)
- Ennomos autumnaria (Werneburg, 1859)
- Ennomos effractaria (Freyer, 1842)
- Ennomos erosaria (Denis & Schiffermüller, 1775)
- Ennomos fraxineti Wiltshire, 1947
- Ennomos fuscantaria (Haworth, 1809)
- Ennomos infidelis Prout, 1929
- Ennomos magnaria Guenée, 1857
- Ennomos quercaria (Hübner, 1813)
- Ennomos quercinarius (Hufnagel, 1767)
- Ennomos subsignaria (Hübner, 1823)